# 11. Panzergrenadierdivision
Die 11. Panzergrenadierdivision war eine Division des Heeres der Bundeswehr mit Sitz des Stabes in Oldenburg. Die Division wurde zum 30. September 1994 aufgelöst. Die Truppenteile waren im nordwestlichen Niedersachsen zwischen Ems, Weser und Aller sowie in Bremen stationiert.

## Geschichte

### Heeresstruktur I
Die 11. Panzergrenadierdivision wurde 1959 als einer der letzten Großverbände des Heeres in Oldenburg aufgestellt. Die Division unterstand dem I. Korps in Münster. Nach ihrer Aufstellung waren der Division (mit Stab/Stabskompanie) folgende Truppenteile unterstellt:
Großverbände
- Panzergrenadierbrigade 32
  - Stab/Stabskompanie
  - Panzergrenadierbataillon 323
  - Panzerbataillon 324
  - Versorgungsbataillon 326
  - Panzeraufklärungskompanie 320
  - Panzerpionierkompanie 320
  - Panzerjägerkompanie 320
- Panzerbrigade 33
  - Stab/Stabskompanie
  - Panzerbataillon 331
  - Panzergrenadierbataillon 332
  - Panzerbataillon 333
  - Panzerartilleriebataillon 335
  - Versorgungsbataillon 336
  - Panzeraufklärungskompanie 330
  - Flugabwehrbatterie 330

Divisionstruppen
- Fernmeldebataillon 11
- Pionierbataillon 11
- Sanitätsbataillon 11
- Feldartilleriebataillon 111
- Panzergrenadierbataillon 311
- Versorgungsbataillon 316
- Panzerjägerkompanie 310
- Instandsetzungskompanie 11
- Feldjägerkompanie 11

### Heeresstruktur II–III
1961 schloss die Division ihre Neugliederung im Rahmen der Heeresstruktur 2 ab. Der Division (mit Stab/Stabskompanie) unterstanden jetzt:
Großverbände – wie in HST 1 zusätzlich
- Panzergrenadierbrigade 31
  - Stab/Stabskompanie
  - Panzergrenadierbataillon 311
  - Panzergrenadierbataillon 312
  - Fallschirmjägerbataillon / Panzergrenadierbataillon 313
  - Panzerbataillon 314
  - Feldartilleriebataillon 315
  - Versorgungsbataillon 316
  - Feldersatzbataillon 317 (Geräteeinheit, inaktiv)
  - Panzerjägerkompanie 310
  - Panzeraufklärungskompanie 310
  - Panzerpionierkompanie 310
  - ABC-Abwehrkompanie 310
  - Flugabwehrbatterie 310
  - Panzerspähzug 310
- Panzergrenadierbrigade 32
- Panzerbrigade 33

Divisionstruppen:
- - Artillerieregiment 11
  - Fernmeldebataillon 11
  - Heeresfliegerstaffel 11
  - Flugabwehrregiment 11
  - Pionierbataillon 11
  - Panzeraufklärungslehrbataillon 11 (nur im Verteidigungsfall, ansonsten Panzerlehrbrigade 9)
  - Sanitätsbataillon 11
  - Instandsetzungsbataillon 11
  - Nachschubbataillon 11
  - ABC-Abwehrkompanie 11
  - Heeresmusikkorps 11
  - Fernmeldeausbildungskompanie 1/11

1961 wurde die Division der NATO eingegliedert.

### Heeresstruktur IV bis Auflösung 1994
In der Heeresstruktur 4 waren der Division (mit Stab/Stabskompanie) in den achtziger Jahren die folgenden Truppenteile zugeordnet:
Großverbände
- Panzergrenadierbrigade 31 – Henning-von-Tresckow-Kaserne Oldenburg (Oldbg)
- Panzergrenadierbrigade 32 (Schwanewede)
- Panzerbrigade 33 (Celle)

Deren vormalige Feldartilleriebataillone waren zu Panzerartilleriebataillone umgerüstet worden.
Divisionstruppen
- Artillerieregiment 11 – Hindenburg-Kaserne Oldenburg (Oldbg)
- Flugabwehrregiment 11 – Steuben-Kaserne (Achim)
- Pionierbataillon 11 – Niedersachsen-Kaserne (Dörverden)
- Fernmeldebataillon 11 – Hindenburg-Kaserne Oldenburg (Oldbg)
- Panzeraufklärungslehrbataillon 11 (Munster)
- Sanitätsbataillon 11 (Leer)
- Instandsetzungsbataillon 11 (Delmenhorst)
- Nachschubbataillon 11 (Delmenhorst)
- Heeresfliegerstaffel 11 (Rotenburg/Wümme)
- ABC-Abwehrbataillon 110 (Emden)
- Heeresmusikkorps 11 (Bremen-Grohn)

nicht aktive Truppenteile
- Feldersatzbataillon 111 (Geräteeinheit)
- Feldersatzbataillon 112 (Geräteeinheit)
- Jägerbataillon 116 (Geräteeinheit)
- Jägerbataillon 117 (Geräteeinheit)
- Sicherungsbataillon 118 (Geräteeinheit)

Nach Bekanntgabe der Heeresstruktur 5 wurde die 11. Panzergrenadierdivision am 3. März 1994 außer Dienst gestellt und zum 30. September aufgelöst. Verbände und Einheiten, die nicht aufgelöst wurden, sind größtenteils der 1. Panzerdivision unterstellt worden.

### Einsätze
Teile der 11. Panzergrenadierdivision waren im Februar 1962 bei der Flutkatastrophe eingesetzt sowie im Sommer 1975 beim Großbrand in der Lüneburger Heide im Hilfseinsatz. Im Zusammenhang mit der Aktion Lindwurm im September 1990 waren auch Teile der Division, insbesondere Sanitäter aus Leer (Ostfriesland) für einige Wochen in Nordenham im Einsatz. Während des Ersten Golfkrieges unterstützte die Division von November 1990 bis Juli 1991 mit Transport-, Instandsetzungs- und Wachleistungen in den Häfen Emden und Nordenham die Verlegung US-amerikanischer und britischer Truppenteile.

## Verbandsabzeichen
Das Verbandsabzeichen der Division zeigt auf blauem Grund im unteren Teil des ungeteilten Schildes drei Wellenkämme und im oberen Teil zwei goldene (gelbe) Steckkreuze. Das Steckkreuz erinnert an die Verbundenheit mit der Stationierungsregion im Oldenburger Land. Dieses Symbol wurde bereits im Landeswappen des Landes Oldenburg gezeigt und heute noch in vielen Wappen der Region beispielsweise im Wappen des Landkreises Cloppenburg. Das Verbandsabzeichen entspricht im Übrigen bis auf den Rand den dieser Division zugeordneten Brigaden. Die silberne Kordel mit eingeflochtenen schwarzen Faden bezeugt den Divisionsstatus des Großverbandes.

## Kommandeure
| Nr. | Name                                   | Beginn der Berufung | Ende der Berufung  |
| --- | -------------------------------------- | ------------------- | ------------------ |
| 12  | Generalmajor Karsten Oltmanns          | 1. April 1992       | 31. März 1994      |
| 11  | Generalmajor Hubertus Senff            | 18. November 1987   | 31. März 1992      |
| 10  | Generalmajor Ernst Klaffus             | 1. Oktober 1985     | 17. November 1987  |
| 9   | Generalmajor Hans Hoster               | 1. April 1983       | 30. September 1985 |
| 8   | Generalmajor Hans-Henning von Sandrart | 1. Oktober 1980     | 31. März 1983      |
| 7   | Generalmajor Meinhard Glanz            | 1. Oktober 1977     | 30. September 1980 |
| 6   | Generalmajor Gottfried Ewert           | 1. Oktober 1974     | 30. September 1977 |
| 5   | Generalmajor Hans-Heinrich Klein       | 1. Oktober 1970     | 30. September 1974 |
| 4   | Generalmajor Werner Ebeling            | 15. Januar 1968     | 30. September 1970 |
| 3   | Generalmajor Otto Uechtritz            | 1. April 1964       | 14. Januar 1968    |
| 2   | Generalmajor Cord von Hobe             | 1. Januar 1961      | 31. März 1964      |
| 1   | Generalmajor Heinz Gaedcke             | 1. November 1959    | 31. Dezember 1960  |

## Trivia
Über die Division wurde anlässlich ihres Verbandsabzeichens gesagt – Saht Ihr ihre Kreuze am Wegesrand stehn – gemeint war hiermit, dass die Division und ihre Brigaden zwar dem 1. Korps GE unterstellt war, aber als Vorauskräfte im Verteidigungsfall dem 1. Niederländischen Korps unterstellt werden sollte.